# جینگ چانگ
جینگ چانگ (Chinese) خواننده تایوانی است. چانگ در ۶ سپتامبر ۱۹۸۳ در تایپه، تایوان به دنیا آمد. نام تولد او یکسان تلفظ می‌شود، اما با کاراکترهای مختلف نوشته می‌شود (張芸菁).
او در رشته طراحی گرافیک تحصیل کرد و از دبیرستان بازرگانی سانگ شان فارغ‌التحصیل شد. قبل از ورود به سوپر آیدل، او یک طراح گرافیک بود. او با سازهای زیادی مانند گیتار، درام و یوئقین (یک ساز سنتی چینی) آشنا است.